# شاهد 129
شاهد 129 (بالفارسية: شاهد 129) هي طائرة قتالية بدون طيار إيرانية صنعت محلياً بيد خبراء ومتخصصي القوة الجوفضائية لحرس الثورة الإسلامية بإمکانها تنفیذ مهامّها على مسافة 1700 إلى 2000 کیلومتر من القاعدة التی تنطلق منها وقادرة علی حمل الصورايخ الذکية والتحليق لمدة 24 ساعة متواصلة. کشف النقاب عن هذه الطيارة في سبتمبر 2012مـ.

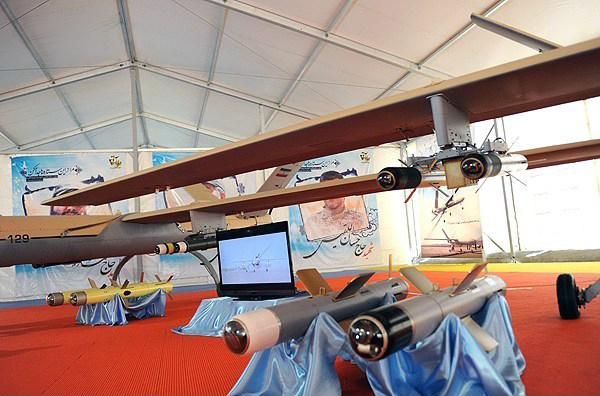
تحتوي طائرة شاهد في المقدمة على ذخائر ذات دقة موجهة من نوع Sadid-345. بالإضافة إلى ذخائرة معلقة على الأجنحة وإلى أقصى اليسار وهي من نوع ATGMs Sadid

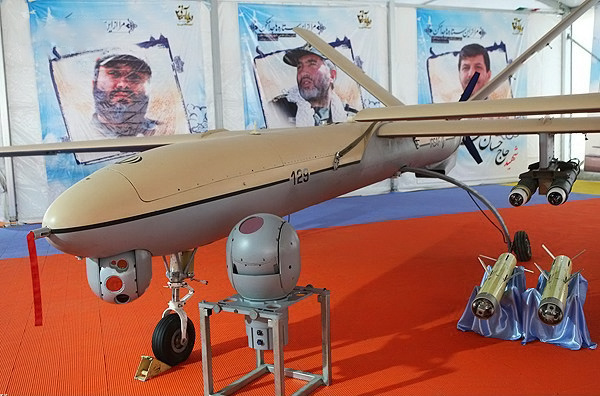
أول نموذج لطائرة شاهد 129، مع رقم التسجيل129-001، حيث يمكن تمييزه عن طريق معدات الهبوط الخلفية الثابتة

## کشف النقاب
كشف القائد العام للحرس الثوري‌ الإيراني اللواء محمد علي جعفري عن إنتاج إيران لطائرة من دون طيار (بهباد) «شاهد 129» وجرى إنتاجها بشكل واسع بأمره.

## خصائص
طائرة بدون طيار «شاهد 129» قادرة على حمل صواریخ موجهة مضادة للدبابات. هذه الطائرة قادرة على التحليق لمدة 24 ساعة متواصلة. کذلك بإمکانها أن تحمل ثمانية صواريخ ذكية وتنفيذ مهام المراقبة والرصد وتدمير الأهداف في آن واحد. إن هذه الطائرة تستطيع أن تقوم بعمليات قتالية ضد الأهداف الثابتة والمتنقلة من خلال استخدام القنابل والصواريخ. شعاع عمليات هذه الطائرة يصل إلى 1700 كيلومتر أي بإمكانها أن تقوم بالتحليق حتى شعاع 1700 كيلومتر لإنجاز مهمتها الإستطلاعية وتعود إلى حظيرتها.
طائرة «شاهد 129» بدون طیار (بهباد) هي طائرة قاذفة وقادرة على تنفیذ مهامّها على مسافة 1700 إلى 2000 کیلومتر من القاعدة التی تنطلق منها، کما أنها تستطیع أن تلبی الکثیر من احتیاجات البلاد بتکلفة ضئیلة جداً، والتی تستطیع التحلیق لمدة 24 ساعة متواصلة باعتبارها أحدث إنجازات حرس الثورة الإسلامية فی مجال إنتاج طائرات من دون طیار. ویتکون هیکل الطائرة من جسم اسطوانی مقاوم، وتم نصب دفة عل شکل حرف V فی نهایة هیکل الطائرة، ونصب جناح مستطیل الشکل کبیر نسبیا ومرتفع إلى الاعلى وبعیدا عن الحافة الامامیة للصاروخ، لتعزیز امکانیة تصویر المناطق الاستطلاعیة أو المراد تدمیرها.
وبإمكان طائرة «شاهد 129» التحليق إلى ارتفاع 24 ألف قدم ويمكن التحكم بها بأجهزة التحكم الأرضية المحمولة ولها القدرة على الرصد بدائرة نصف قطرها 200 كليومتر

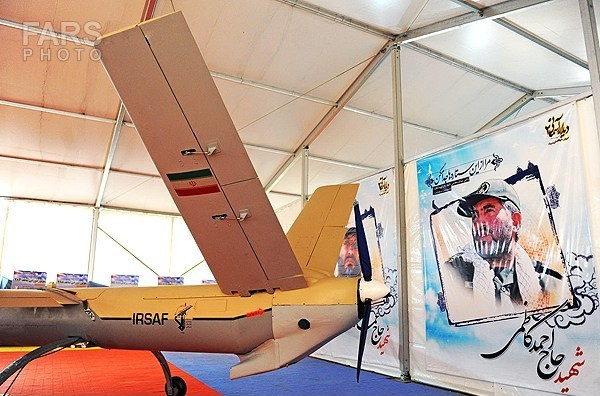
الشاهد 129 بدون طيار

## ايصالها بالأقمار الصناعية
أعلن قائد القوة الجوفضائية التابعة لحرس الثورة الإسلامية امير علي حاجي زادة بأنه تم تزويد الطائرة من دون طيار«شاهد 129» التابعة لحرس الثورة الإسلامية بمنظومة توجيه عبر الاقمار الصناعية وزيادة تسليحها بمقدار 100كم.
وقال العميد حاجي زادة ان السبب في تغيير مقدمة الطائرة«شاهد 129» هو<<تزويدها بأمكانية الاتصال عبر الاقمار الصناعية وزيادة تسليحها 100كلغ.

## نطاق العمليات
أعلن العميد امير علي حاجي زاده قائد القوات الجوفضائية في حرس الثورة الإسلامية في مقابلة مع قناة العالم الإخبارية حول خصائص هذه الطائرة واستخدامها أن طائرة «شاهد 129» تستخدم في أغلب الأحيان داخل الأراضي الإيرانية ولمراقبة المياه الدولية وفي الحدود البرية والمناطق الصحراوية في وسط البلاد.

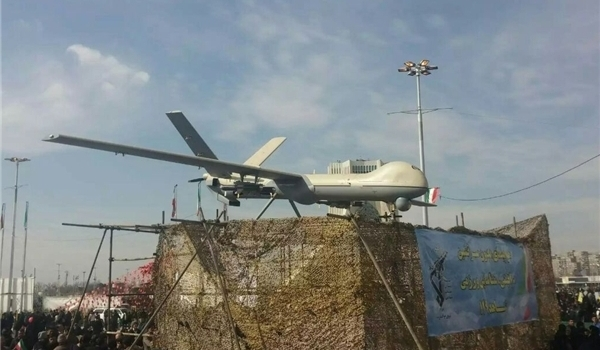
تم كشف النقاب عن الجيل الثاني من طائرة Shahed 129 المسيرة عندما تم وضعها في ميدان (Azadi Square) في طهران في عام 2016م

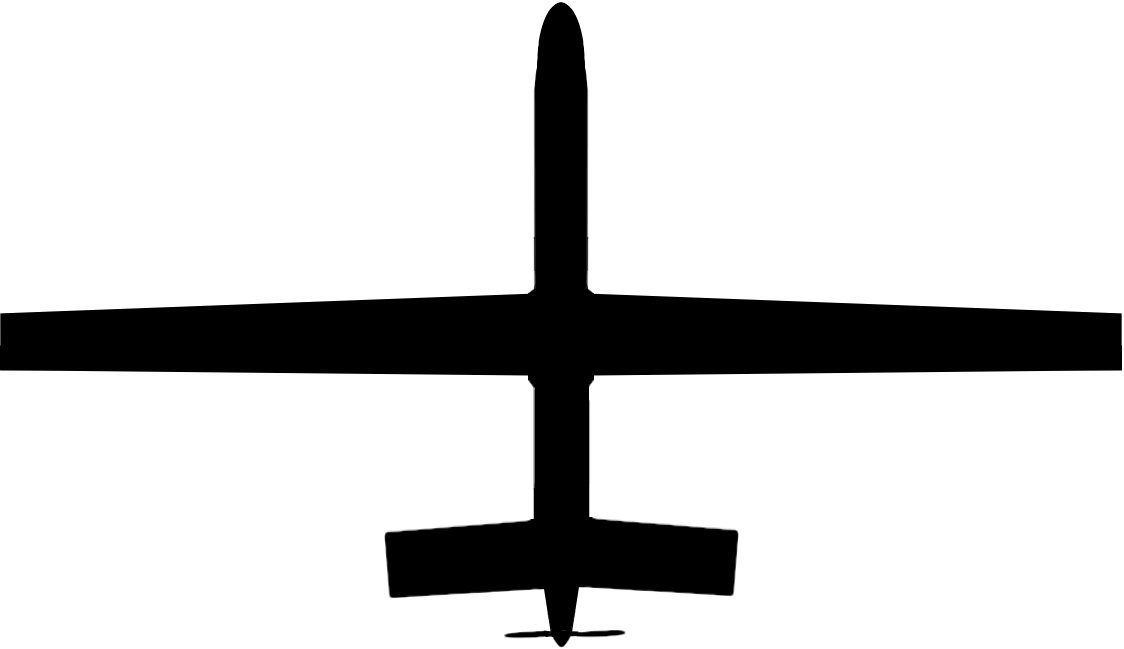
طائرة شاهد 129 المسيرة

## معرض الصور

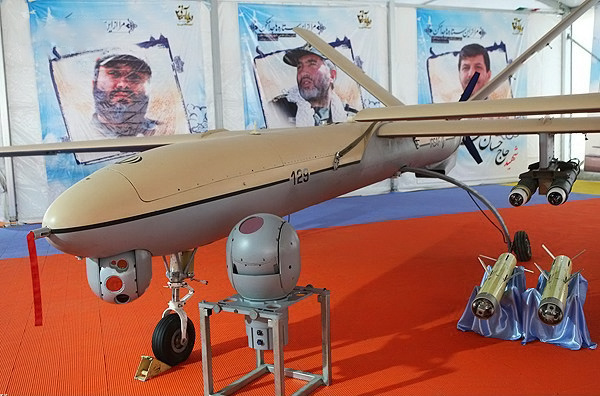
أول نموذج لطائرة شاهد 129، مع رقم التسجيل129-001، حيث يمكن تمييزه عن طريق معدات الهبوط الخلفية الثابتة

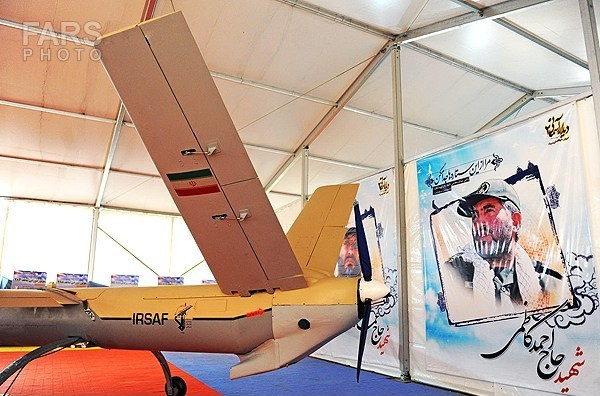
الشاهد 129 بدون طيار

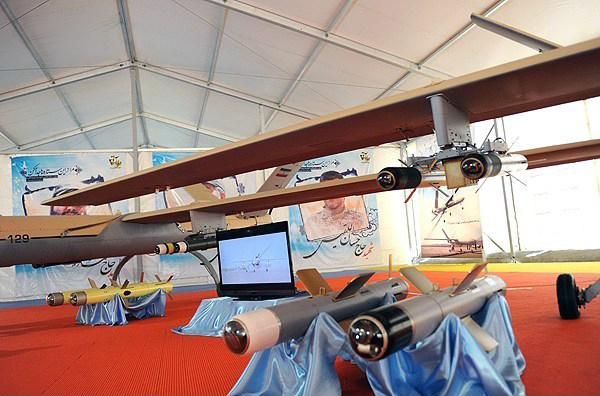
تحتوي طائرة شاهد في المقدمة على ذخائر ذات دقة موجهة من نوع Sadid-345. بالإضافة إلى ذخائرة معلقة على الأجنحة وإلى أقصى اليسار وهي من نوع ATGMs Sadid

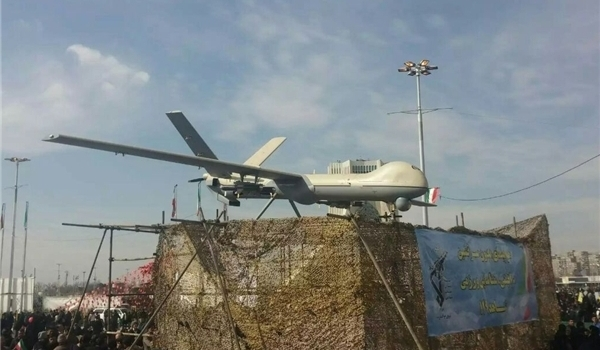
تم كشف النقاب عن الجيل الثاني من طائرة Shahed 129 المسيرة عندما تم وضعها في ميدان (Azadi Square) في طهران في عام 2016م

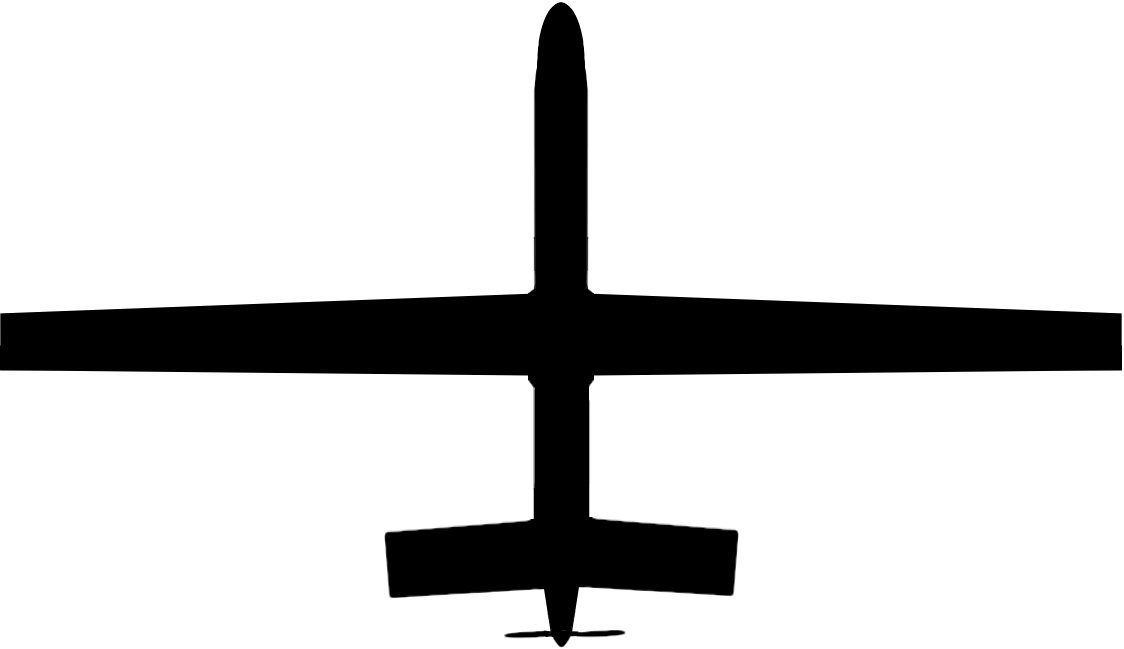
طائرة شاهد 129 المسيرة

## الميزات الظاهرية والتقنية[1]
| طول الطائرة              | 8 أمتار                                         |                                 |
| طول الجناح               | 16 مـ                                           | يمکن تغييره                     |
| قطر هیکل الطائرة         | 65-75 سم                                        |                                 |
| ارتفاع آلیات الهبوط      | 1.1مـ                                           |                                 |
| الارتفاع الکلی           | 3-3.1 مـ                                        |                                 |
| المسافة بین نهایتی الذیل | 4.4 مـ                                          |                                 |
| محرك                     | من النوع المروحيّ                                |                                 |
| التصوير                  | بالکاميرا النهاري وکذلك لها نظام الرؤية الليلية |                                 |
| التسليح                  | مختلف الصورايخ الخفيفة مثل "سديد 1"             | وکذلك الصواريخ الموجهة باللیزر. |
| کمية حمل الصواريخ        | 8 صواريخ في جانبي الطائرة                       |                                 |
| مدة التحليق              | 24 ساعة متواصلة                                 |                                 |
| سقف تحلیق الطائرة        | 7.5-12 کم                                       |                                 |

## وصلات خارجية
- شاهد بالصور طائرة بدون طيار «شاهد 129» والصواریخ التي تحملها